# Het Vrije Volk
Het Vrije Volk est un quotidien social-démocrate néerlandais, fondé le 1er mars 1945, comme successeur du quotidien socialiste Het Volk, et d'autres quotidiens régionaux à l'instar de Voorwaarts à Rotterdam.
Il est l'un des plus grands quotidiens des Pays-Bas dans les années 1950 et 1960, avant de connaître d'importantes difficultés financières. Ces problèmes font qu'il abandonne son statut de quotidien national dans une restructuration en 1970, où il devient un journal plus rotterdamois. Ne parvenant pas à retrouver son succès d'antan, il disparaît en 1991. Cette année-là, la fusion de sa rédaction avec celle du Rotterdams Nieuwsblad a permis la création du Rotterdams Dagblad.

## Histoire

### Débuts
Het Vrije Volk est fondé le 1er mars 1945 à Eindhoven pendant la libération des Pays-Bas lors de la fin de la Seconde Guerre mondiale. Le quotidien est le successeur du journal Het Volk, d'inspiration socialiste et fondé en 1900, qui avait été repris à partir de juillet 1940 par l'occupant allemand et des collaborateurs membres du Mouvement national-socialiste aux Pays-Bas.
Avec la libération de l'ensemble des Pays-Bas, différentes rédactions locales sont progressivement mises en place : à Enschede et à Groningue en avril 1945, puis à Leeuwarden, Amsterdam et Utrecht en mai 1945. Différents quotidiens régionaux aussi édités par De Arbeiderspers, comme Voorwaarts à Rotterdam, prennent le nom de Het Vrije Volk.
Le journal devient immédiatement le plus important à l'échelle nationale avec un tirage avoisinant les 362 500 exemplaires quotidiens en septembre 1945.
Ce système décentralisé perdure jusqu'au 28 janvier 1946 lorsque tous les titres régionaux sont chapeautés par une rédaction centrale basée à Amsterdam, puis déclinés partiellement dans un système d'éditions régionales.

### Apogée et crise

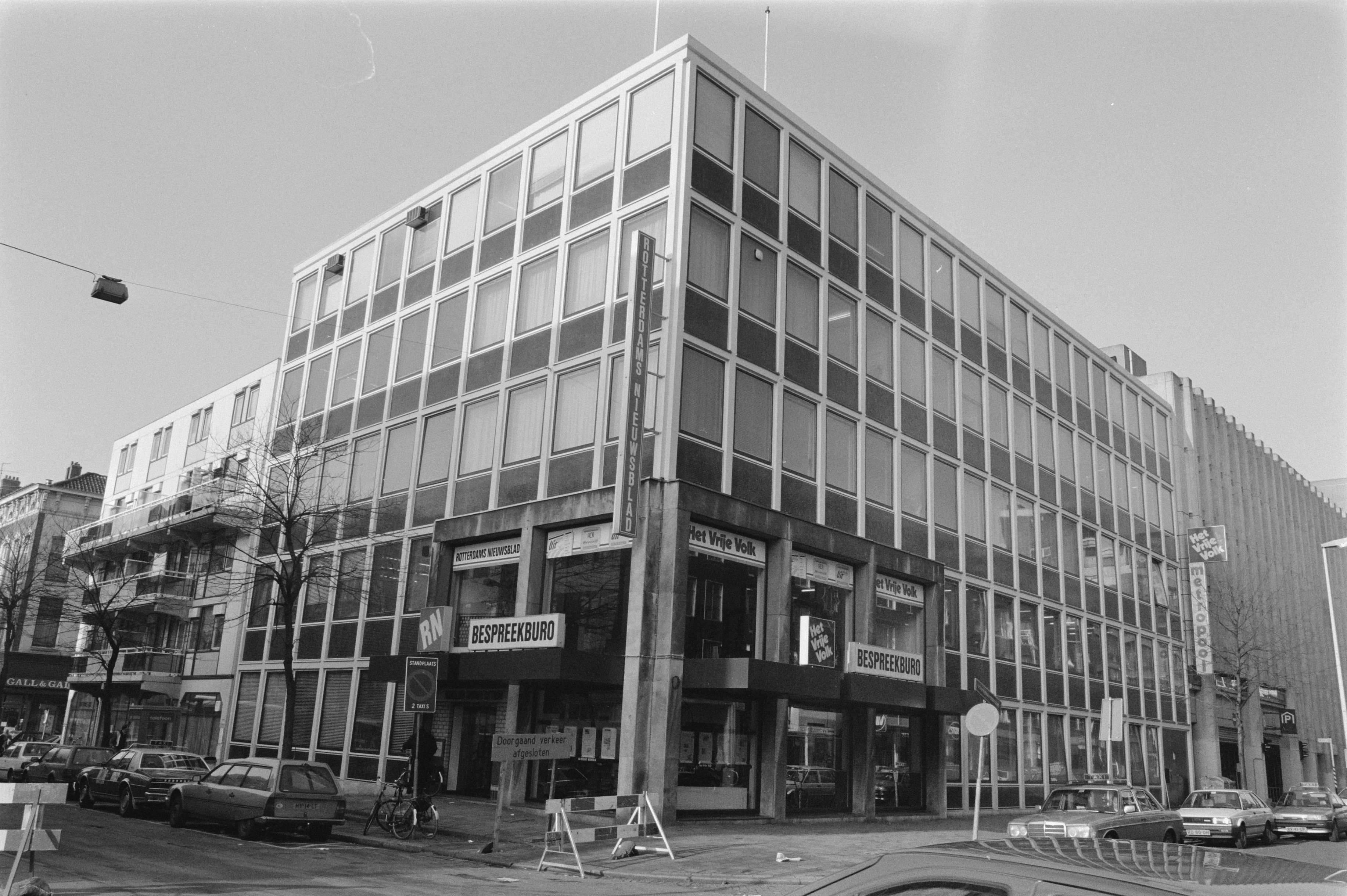
Rédaction en 1988 à Rotterdam.

Le journal, qui est édité par la maison d'édition du  Parti travailliste (PvdA), De Arbeiderspers, adopte la ligne idéologique du parti dont l'un des plus importants leitmotivs est de rompre avec la pilarisation de la société néerlandaise. Cette approche fait que le journal est distribué dans tous les Pays-Bas, lui conférant le statut du plus grand journal national dans les années 1950. Il travaille alors à cette époque avec environ 300 journalistes, répartis dans 40 rédactions locales.
Mais le choix d'être très présent à travers le pays, et de suivre un idéal contre toute rationalité financière, va fragiliser économiquement le journal lorsque le lectorat commence à baisser drastiquement avec la fin en 1958 du gouvernement mené par le premier ministre travailliste Willem Drees. L'échec du cabinet Drees III de mettre fin au système de pilarisation, et la transformation de la société néerlandaise, par la perte chez les nouvelles générations d'un sentiment d'appartenance à la classe ouvrière, sont perçues comme les principales raisons de la baisse de popularité du journal.
En 1961, le journal compte encore un nombre important d'abonnés, ou « membres » selon la terminologie utilisée par le journal, avec 325 000 abonnés en 1961.
En 1967, les liens avec le PvdA prennent fin.
En 1970, pour réduire les coûts, la rédaction basée dans la capitale est abandonnée et relocalisée dans deux villes historiquement perçues comme des bastions de la gauche : Rotterdam et Arnhem. Le bâtiment historique hébergeant jusqu'alors la rédaction à Amsterdam est vendu.

### Disparition

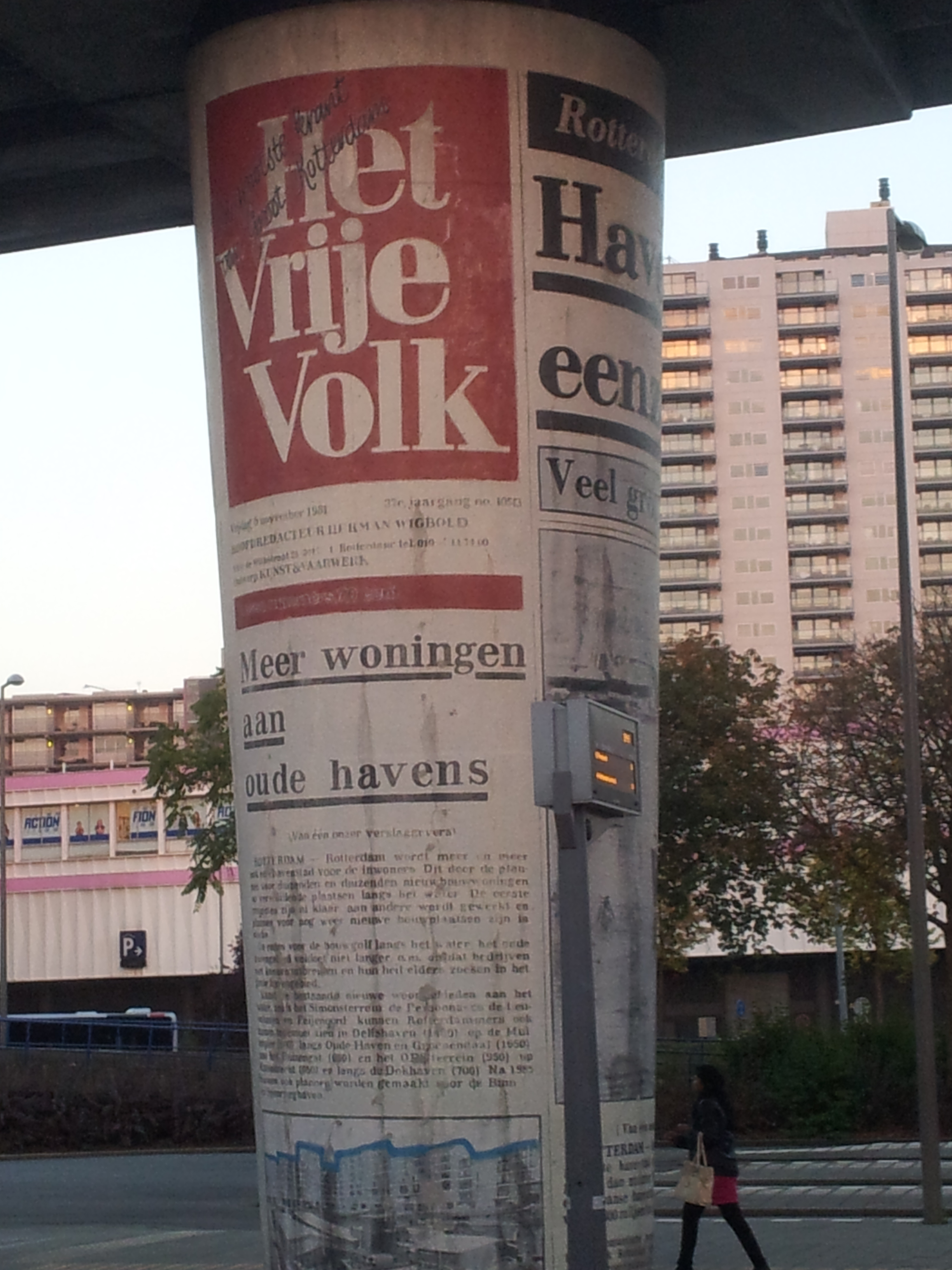
Fresque en l'honneur du journal à Zuidplein à Rotterdam.

En 1971, l'édition d'Arnhem est transférée au journal du pilier catholique De Gelderlander. Et le 28 février 1972, les nouveaux bureaux de la rédaction de Het Vrije Volk sont ouverts sur Witte de Withstraat dans Rotterdam-Centre. À cette occasion le journal prend une nouvelle identité visuelle. Le journal devient alors de fait un média régional basé à Rotterdam.
Après les échecs des années 1980 pour sauver financièrement le journal, qui est perçu comme avoir perdu son identité, il est décidé d'arrêter sa publication. Le dernier numéro paraît le 30 mars 1991 et la rédaction fusionne ensuite avec celle du Rotterdams Nieuwsblad pour donner naissance au Rotterdams Dagblad. En 2005, ce journal est absorbé par l'Algemeen Dagblad.

## Postérité
Une peinture murale, représentant une une fictive du journal, est présente depuis 1981 sur un des piliers de la station de métro Zuidplein à Rotterdam.

## Identité visuelle (logo)

Logotype du 1er novembre 1945 au 27 février 1972.
Logo du 28 février 1972 au 4 janvier 1982.
Logo du 5 janvier 1982 au 26 mars 1988.